# Czchów (gmina)
Czchów est une gmina mixte du powiat de Brzesko, Petite-Pologne, dans le sud de Pologne. Son siège est la ville de Czchów, qui se situe environ 14 km au sud de Brzesko et 59 km au sud-est de la capitale régionale Cracovie.
La gmina couvre une superficie de 66,47 km2 pour une population de 9 821 habitants (2016).

## Géographie
Outre la ville de Czchów, la gmina inclut les villages de Będzieszyna, Biskupice Melsztyńskie, Domosławice, Jurków, Piaski-Drużków, Tworkowa, Tymowa, Wytrzyszczka et Złota.
La gmina borde les gminy de Dębno, Gnojnik, Gródek nad Dunajcem, Iwkowa, Lipnica Murowana, Łososina Dolna et Zakliczyn.